# Месть Красного Барона (фильм)
«Месть красного барона» — кинофильм.

## Сюжет
Дух Красного Барона, знаменитого немецкого аса Первой мировой войны, вселяется в пилота игрушечного самолётика, чтобы отомстить семье лётчика, когда-то сумевшего его сбить.

## Интересные факты
В фильме использованы кадры из фильмов Фон Рихтгофен против Брауна и Голубой макс